# Strebla christinae
Strebla christinae är en tvåvingeart som beskrevs av Wenzel 1966. Strebla christinae ingår i släktet Strebla och familjen lusflugor. Inga underarter finns listade i Catalogue of Life.